# 三樹レイカ
三樹 レイカ（みき れいか、1985年9月27日 - ）は、日本のタレント、レースクイーン。神奈川県出身。プラチナムプロダクション（パスポート）所属であったが、2017年1月現在同事務所のサイトに所属タレント一覧そのものがなく、ブログは2014年3月、Twitterは2015年1月時点で更新がストップしているため現在の消息は不明。

## 略歴
- 2009年、フェイスネットワークに所属し、本名の「大橋未来」（おおはし みき）名義でモデル・レースクイーン活動を開始したが[1]、所属からわずか1年で会社自体が解散となり退所。
- 2010年、プラチナムプロダクション（パスポート）に移り、三樹 レイカに改めた。

## 人物
- 高校時代は雑誌「BLENDA」に読者モデルとして登場したことがある[2]。
- 兄と姉がいる[3][4]。
- 21歳の時に着付け講師の免許を取得した[5]。
- 3つ下の小林梨沙と仲が良く、ブログにも度々登場する[6]。

## 出演

### テレビ
- なまうま（フジテレビ・2012年1月6日 - 同年12月22日）
同事務所の村上麻莉奈と共に「なまうまガールズ」としてレギュラー出演。

### CM
- CRピンクレディー（大一商会・2011年）[7]
- ジョージア (缶コーヒー)「男ですみません・宣言編」（2011年）

### レースクイーン
- ブリヂストン「BATTLAXレディ」（2009年）[1]
- SUPER GT「RE雨宮レーシング team 5ZIGENレースクイーン」（2010年）
- フォーミュラ・ニッポン「SG CHANGI Roses」（2011年）

### その他
- 東京モーターショー「GOODYEARブース」（2009年、2011年）
- 三栄書房「GOLF TODAY」GTバーディ's（2010年11月号 - 現在）